# Диброва (Зеньковский район)
Диброва (укр. Діброва) — село,
Опошнянский поселковый совет,
Зеньковский район,
Полтавская область,
Украина.
Код КОАТУУ — 5321355403. Население по переписи 2001 года составляло 8 человек .

## Географическое положение
Село Диброва находится в 3,5 км от правого берега реки Ворскла,
выше по течению на расстоянии в 2 км расположен пгт Опошня.
Река в этом месте извилистая, образует лиманы, старицы и заболоченные озёра.
Село окружено лесным массивом (дуб, вяз).
Рядом проходят автомобильные дороги Н-12, Т-1701 и Р-42.